# توماس كرايس
توماس كرايس (بالإنجليزية: Thomas Cruise)‏ (9 مارس 1991 بلندن في المملكة المتحدة - ) هو لاعب كرة قدم بريطاني في مركز الدفاع. شارك مع منتخب إنجلترا تحت 16 سنة لكرة القدم ومنتخب إنجلترا تحت 17 سنة لكرة القدم ومنتخب إنجلترا تحت 19 سنة لكرة القدم. أما مع النوادي، فقد لعب مع نادي أرسنال ونادي كارلايل يونايتد ونادي توركي يونايتد.

## وصلات خارجية
- توماس كرايس على موقع Soccerbase.com (لاعب) (الإنجليزية)
- توماس كرايس على موقع عالم كرة القدم.نت (الإنجليزية)